# Englische Cricket-Nationalmannschaft gegen Pakistan in der Saison 2015/16
Die Spielserie der englischen Cricket-Nationalmannschaft gegen Pakistan in der Saison 2015/16 fand vom 13. Oktober bis zum 30. November 2015 in den Vereinigten Arabischen Emiraten statt. Die internationale Cricket-Tour war Teil der Internationalen Cricket-Saison 2015/16 und umfasste drei Test Matches, vier ODIs und drei Twenty20s. Pakistan gewann die Test-Serie 2–0, während England die ODI-Serie 3-1 und die Twenty20-Serie 3-0 gewann.

## Vorgeschichte

### England letzte Tour in den Vereinigten Arabischen Emiraten
Beim letzten Aufeinandertreffen der beiden Teams in den Vereinigten Arabischen Emiraten 2012 gewann Pakistan die Test-Serie 3–0, verlor jedoch die ODI- und Twenty20-Serie.

## Stadien
Die folgenden Stadien wurden für die Tour als Austragungsort vorgesehen und am 23. Juli 2015 bekanntgegeben.
| Stadion                             | Stadt     | Kapazität | Spiele                       |
| ----------------------------------- | --------- | --------- | ---------------------------- |
| Sheikh Zayed Cricket Stadium        | Abu Dhabi | 20.000    | 1. Test; 1. & 2. ODI         |
| Dubai International Cricket Stadium | Dubai     | 25.000    | 2. Test; 4. ODI; 1. & 2. T20 |
| Sharjah Cricket Association Stadium | Sharjah   | 27.000    | 3. Test; 3. ODI; 3. T20      |

## Kaderlisten
England benannte seine Kader am 15. September 2015. Pakistan benannte seine Kader am 16. September 2015.
| Test | Test | ODI | ODI | Twenty20 | Twenty20 |
| Pakistan | England | Pakistan | England | Pakistan | England |
| --- | --- | --- | --- | --- | --- |
| - Misbah-ul-Haq (K) - Ahmed Shehzad - Asad Shafiq - Azhar Ali - Bilal Asif - Fawad Alam - Imran Khan - Junaid Khan - Mohammad Hafeez - Rahat Ali - Sarfraz Ahmed (wk) - Shoaib Malik - Shan Masood - Wahab Riaz - Yasir Shah - Younis Khan - Zulfiqar Babar | - Alastair Cook (K) - Moeen Ali - James Anderson - Zafar Ansari - Jonny Bairstow (wk) - Ian Bell - Stuart Broad - Jos Buttler (wk) - Steven Finn - Alex Hales - Chris Jordan - Samit Patel - Liam Plunkett - Adil Rashid - Joe Root - Ben Stokes - James Taylor - Mark Wood | - Azhar Ali (K) - Aamer Yamin - Ahmed Shehzad - Anwar Ali - Bilal Asif - Babar Azam - Iftikhar Ahmed - Imad Wasim - Mohammad Hafeez - Mohammad Irfan - Mohammad Rizwan - Rahat Ali - Sarfraz Ahmed (wk) - Shoaib Malik - Wahab Riaz - Yasir Shah - Younis Khan - Zafar Gohar | - Eoin Morgan (K) - Moeen Ali - Jonny Bairstow (wk) - Sam Billings (wk) - Jos Buttler (wk) - Steven Finn - Alex Hales - Chris Jordan - Liam Plunkett - Adil Rashid - Joe Root - Jason Roy - James Taylor - Reece Topley - David Willey - Chris Woakes | - Shahid Afridi (K) - Aamer Yamin - Ahmed Shehzad - Bilal Asif - Iftikhar Ahmed - Imad Wasim - Mohammad Hafeez - Mohammad Irfan - Mohammad Riswan (wk) - Mukhtar Ahmed - Imran Khan - Shoaib Malik - Sohaib Maqsood - Sohail Tanvir - Umar Akmal - Wahab Riaz | - Eoin Morgan (K) - Moeen Ali - Sam Billings (wk) - Jos Buttler (wk) - Alex Hales - Chris Jordan - Stephen Perry - Liam Plunkett - Adil Rashid - Joe Root - Jason Roy - Reece Topley - James Vince - David Willey - Chris Woakes |

## Tour Matches
| 5. – 6. Oktober Scorecard | Sharjah | England XI 286-5d (90) | – | Pakistan A 216-5 (90) |
|                           |         | Remis                  |   |                       |

| 8. – 9. Oktober | Sharjah | England XI 192-9d (87.5) | – | Pakistan A 198 (78) |
|                 |         | Remis                    |   |                     |

| 8. November Scorecard | Abu Dhabi | England XI 342-8 (50)        | – | Hongkong 173 (40.2) |
|                       |           | England gewinnt mit 163 Runs |   |                     |

| 8. November Scorecard | Abu Dhabi | Pakistanis 326-6 (50)         | – | Nepal 205-5 (50) |
|                       |           | Pakistan gewinnt mit 121 Runs |   |                  |

| 23. November Scorecard | Abu Dhabi | England XI 174-6 (20)       | – | Ver. Arab. Emirate 95-9 (20) |
|                        |           | England gewinnt mit 79 Runs |   |                              |

## Tests

### Erster Test in Abu Dhabi
| 13. – 17. Oktober Scorecard | Abu Dhabi | Pakistan 523-8d (151.1) & 173 (57.5) | – | England 598-9d (206) & 74-4 (11) |
|                             |           | Remis                                |   |                                  |

### Zweiter Test in Dubai
| 22. – 26. Oktober Scorecard | Dubai | Pakistan 378 (118.5) & 354-6d (95) | – | England 242 (75.2) & 312 (137.3) |
|                             |       | Pakistan gewinnt mit 178 Runs      |   |                                  |

### Dritter Test in Sharjah
| 1. – 5. November Scorecard | Sharjah | Pakistan 234 (85.1) & 355 (118.2) | – | England 306 (126.5) & 156 (60.3) |
|                            |         | Pakistan gewinnt mit 127 Runs     |   |                                  |

## One-Day Internationals

### Erstes ODI in Abu Dhabi
| 11. November Scorecard | Abu Dhabi | England 216 (49.4)             | – | Pakistan 217-4 (43.4) |
|                        |           | Pakistan gewinnt mit 6 Wickets |   |                       |

### Zweites ODI in Abu Dhabi
| 13. November Scorecard | Abu Dhabi | England 283-5 (50)          | – | Pakistan 188 (45.5) |
|                        |           | England gewinnt mit 95 Runs |   |                     |

### Drittes ODI in Sharjah
| 17. November Scorecard | Sharjah | Pakistan 208 (49.5)           | – | England 210-4 (41) |
|                        |         | England gewinnt mit 6 Wickets |   |                    |

### Viertes ODI in Dubai
| 20. November Scorecard | Dubai | England 355-5 (50)          | – | Pakistan 271 (40.4) |
|                        |       | England gewinnt mit 84 Runs |   |                     |

## Twenty20 Internationals

### Erstes Twenty20 in Dubai
| 26. November Scorecard | Dubai | England 160-5 (20)          | – | Pakistan 146 (20) |
|                        |       | England gewinnt mit 14 Runs |   |                   |

### Zweites Twenty20 in Dubai
| 27. November Scorecard | Dubai | England 172-8 (20)         | – | Pakistan 169-8 (20) |
|                        |       | England gewinnt mit 3 Runs |   |                     |

### Drittes Twenty20 in Sharjah
| 30. November Scorecard | Sharjah | England 154-8 (20) / 4/0 (0.5) | – | Pakistan 154-7 (20) / 3/1 (1) |
|                        |         | England gewinnt im Super Over  |   |                               |

## Statistiken
Die folgenden Cricketstatistiken wurden bei dieser Tour erzielt.
| Tests           | Tests      | Tests   | Tests   | Tests   | Tests   | Tests   | Tests   | Tests   |
| Batting         | Batting    | Batting | Batting | Batting | Batting | Batting | Batting | Batting |
| Spieler         | Mannschaft | Spiele  | Innings | Runs    | Average | HS      | 100s    | 50s     |
| --------------- | ---------- | ------- | ------- | ------- | ------- | ------- | ------- | ------- |
| Alastair Cook   | England    | 3       | 5       | 450     | 90,00   | 263     | 1       | 2       |
| Mohammad Hafeez | Pakistan   | 3       | 6       | 380     | 63,33   | 151     | 1       | 2       |
| Misbah-ul-Haq   | Pakistan   | 3       | 6       | 352     | 58,66   | 102     | 1       | 3       |
| Asad Shafiq     | Pakistan   | 3       | 6       | 326     | 54,33   | 107     | 1       | 2       |
| Younis Khan     | Pakistan   | 3       | 6       | 302     | 50,33   | 118     | 1       | 1       |
| Bowling         |            |         |         |         |         |         |         |         |
| Spieler         | Mannschaft | Spiele  | Overs   | Wickets | Average | BBI     | 5W      | 10W     |
| Yasir Shah      | Pakistan   | 2       | 124     | 15      | 21,53   | 4/44    | 0       | 0       |
| James Anderson  | England    | 3       | 108.1   | 13      | 15,61   | 4/17    | 0       | 0       |
| Shoaib Malik    | Pakistan   | 3       | 77.5    | 11      | 20,72   | 4/33    | 0       | 0       |
| Zulfiqar Babar  | Pakistan   | 3       | 189     | 9       | 45,44   | 3/53    | 0       | 0       |
| Moeen Ali       | England    | 3       | 107.2   | 9       | 48,66   | 3/108   | 0       | 0       |

| ODIs            | ODIs       | ODIs    | ODIs    | ODIs    | ODIs    | ODIs    | ODIs    | ODIs    |
| Batting         | Batting    | Batting | Batting | Batting | Batting | Batting | Batting | Batting |
| Spieler         | Mannschaft | Spiele  | Innings | Runs    | Average | HS      | 100s    | 50s     |
| --------------- | ---------- | ------- | ------- | ------- | ------- | ------- | ------- | ------- |
| Mohammad Hafeez | Pakistan   | 4       | 4       | 184     | 61,33   | 102*    | 1       | 0       |
| Jos Buttler     | England    | 4       | 4       | 177     | 88,50   | 116*    | 1       | 0       |
| Alex Hales      | England    | 4       | 4       | 171     | 42,75   | 109     | 1       | 0       |
| Jason Roy       | England    | 4       | 4       | 163     | 40,75   | 102     | 1       | 1       |
| Eoin Morgan     | England    | 4       | 4       | 154     | 38,50   | 76      | 0       | 1       |
| Bowling         |            |         |         |         |         |         |         |         |
| Spieler         | Mannschaft | Spiele  | Overs   | Wickets | Average | BBI     | 5W      | 10W     |
| Chris Woakes    | England    | 4       | 34.3    | 8       | 19,87   | 4/33    | 0       | 0       |
| Mohammad Irfan  | Pakistan   | 4       | 37      | 7       | 24,85   | 3/35    | 0       | 0       |
| David Willey    | England    | 4       | 31      | 6       | 24,50   | 3/25    | 0       | 0       |
| Reece Topley    | England    | 4       | 35.5    | 6       | 26,33   | 3/26    | 0       | 0       |
| Moeen Ali       | England    | 4       | 36.4    | 6       | 27,50   | 3/53    | 0       | 0       |

| Twenty20      | Twenty20   | Twenty20 | Twenty20 | Twenty20 | Twenty20 | Twenty20 | Twenty20 | Twenty20 |
| Batting       | Batting    | Batting  | Batting  | Batting  | Batting  | Batting  | Batting  | Batting  |
| Spieler       | Mannschaft | Spiele   | Innings  | Runs     | Average  | HS       | 100s     | 50s      |
| ------------- | ---------- | -------- | -------- | -------- | -------- | -------- | -------- | -------- |
| James Vince   | England    | 3        | 3        | 125      | 41,66    | 46       | 0        | 0        |
| Shoaib Malik  | Pakistan   | 2        | 2        | 101      | 50,50    | 75       | 0        | 1        |
| Sam Billings  | England    | 3        | 3        | 71       | 23,66    | 53       | 0        | 1        |
| Eoin Morgan   | England    | 2        | 2        | 60       | 60,00    | 45*      | 0        | 0        |
| Shahid Afridi | Pakistan   | 3        | 3        | 53       | 17,66    | 29       | 0        | 0        |
| Bowling       |            |          |          |          |          |          |          |          |
| Spieler       | Mannschaft | Spiele   | Overs    | Wickets  | Average  | BBI      | 5W       | 10W      |
| Liam Plunkett | England    | 2        | 8        | 6        | 9,00     | 3/21     | 0        | 0        |
| Shahid Afridi | Pakistan   | 3        | 12       | 5        | 13,40    | 3/15     | 0        | 0        |
| Sohail Tanvir | Pakistan   | 3        | 12       | 5        | 22,00    | 2/31     | 0        | 0        |
| Anwar Ali     | Pakistan   | 3        | 12       | 4        | 20,25    | 2/27     | 0        | 0        |
| Reece Topley  | England    | 1        | 4        | 3        | 8,00     | 3/24     | 0        | 0        |
| Adil Rashid   | England    | 3        | 8        | 3        | 15,66    | 2/18     | 0        | 0        |
| Stephen Parry | England    | 2        | 8        | 3        | 22,00    | 2/33     | 0        | 0        |
| Chris Woakes  | England    | 2        | 8        | 3        | 22,00    | 2/40     | 0        | 0        |
| David Willey  | England    | 2        | 8        | 3        | 26,33    | 3/36     | 0        | 0        |

## Player of the Series
Als Player of the Series wurden die folgenden Spieler ausgezeichnet.
| Serie | Player of the Series |
| ----- | -------------------- |
| Test  | Yasir Shah           |
| ODI   | Jos Buttler          |
| T20   | James Vince          |

### Player of the Match
Als Player of the Match wurden die folgenden Spieler ausgezeichnet.
| Spiel   | Player of the Match |
| ------- | ------------------- |
| 1. Test | Alastair Cook       |
| 2. Test | Wahab Riaz          |
| 3. Test | Mohammad Hafeez     |
| 1. ODI  | Mohammad Hafeez     |
| 2. ODI  | Alex Hales          |
| 3. ODI  | James Taylor        |
| 4. ODI  | Jos Buttler         |
| 1. T20  | Sam Billings        |
| 2. T20  | Liam Plunkett       |
| 3. T20  | Shoaib Malik        |